# Michael Richter
Pour les articles homonymes, voir Richter.
Temple de la renommée américain : 2008
Michael Richter dit Mike Richter (né le 22 septembre 1966 à Abington en Pennsylvanie aux États-Unis) est un gardien de but professionnel américain de hockey sur glace.
Il est surtout connu pour avoir gagné la Coupe Stanley de la Ligue nationale de hockey en 1994 avec les Rangers de New York ainsi que pour sa présence dans les buts de l'équipe des États-Unis de hockey sur glace lors de nombreuses compétitions internationales.

## Carrière de joueur
Il commence sa carrière en jouant à Lake Placid dans l'État de New York dans l'école Northwood School puis rejoint l'Université du Wisconsin-Madison et joue pour les Wisconsin Badgers dans le championnat universitaire (NCAA) (division Western Collegiate Hockey Association) en 1985. La même année, il est choisi au cours du repêchage d'entrée dans la LNH par les Rangers de New York au deuxième tour (28e choix au total).
Il joue deux saisons dans le championnat de NCAA avant de faire ses débuts dans la LNH lors des séries éliminatoires 1989. Même s'il perd le seul match auquel il participe, il fait rapidement partie de l'effectif des Rangers. Lors de sa première saison, il est le gardien et réalise 12 victoires pour 5 défaites. Lors des deux saisons suivantes, il partagera le temps de jeu avec le vétéran, John Vanbiesbrouck.
En 1993, Vanbiesbrouck est transféré avant le début de la saison et Richter devient le gardien numéro 1 de l'équipe. Il réalise alors une très belle saison avec 42 victoires et une moyenne de 2,57 buts encaissés par match. Les Rangers gagnent cette saison-là le Trophée des présidents puis la coupe Stanley. Il participe au 45e Match des étoiles et est élu meilleur joueur de l'événement. Au cours des séries, il réalise 4 blanchissages.
En 1997, il joue ses derniers matchs de séries en raison de blessures au genou ainsi que de mauvais résultats des Rangers.
Son maillot, le numéro 35, est le troisième maillot retiré par les Rangers, au-dessus de la glace du Madison Square Garden. La cérémonie a lieu le 4 février 2004.
Après sa carrière de joueur, Mike Richter est retourné finir sa scolarité à l'Université Yale. Il a également été l'entraîneur de l'équipe de hockey de l'établissement, les Bulldogs de Yale.

## Carrière internationale
Richter a représenté les États-Unis lors des événements suivants :
- Championnat du monde junior
  - 1985
- Coupe du monde de hockey
  - Champion : 1996. Il est alors élu MVP du tournoi.
- Jeux olympiques d'hiver
  - 1988 à Calgary (Canada)
  - 1998 à Nagano (Japon). Il commence les quatre matchs joués par son équipe.
  -  Médaille d'argent : 2002 à Salt Lake City (États-Unis).
- Coupe Canada
  - Finaliste : 1991

## Statistiques

### En club
| Saison     | Équipe                  | Ligue      |     | Saison régulière | Saison régulière | Saison régulière | Saison régulière | Saison régulière | Saison régulière | Saison régulière | Saison régulière | Saison régulière | Saison régulière |    | Séries éliminatoires | Séries éliminatoires | Séries éliminatoires | Séries éliminatoires | Séries éliminatoires | Séries éliminatoires | Séries éliminatoires | Séries éliminatoires | Séries éliminatoires |
| Saison     | Équipe                  | Ligue      | PJ  | V                | D                | Pr/N             | Min              | BC               | Moy              | % Arr            | Bl               | Pun              | PJ               | V  | D                    | Min                  | BC                   | Moy                  | % Arr                | Bl                   | Pun                  |                      |                      |
| 1985-1986  | Université du Wisconsin | WCHA       | 24  | 14               | 9                | 0                | 1 394            | 92               | 3,96             | 88,6             | 1                |                  | -                | -  | -                    | -                    | -                    | -                    | -                    | -                    |                      |                      |                      |
| 1986-1987  | Université du Wisconsin | WCHA       | 36  | 19               | 16               | 1                | 2 136            | 126              | 3,54             | 90,1             | 0                |                  | -                | -  | -                    | -                    | -                    | -                    | -                    | -                    |                      |                      |                      |
| 1987-1988  | Rangers du Colorado     | LIH        | 22  | 16               | 5                | 0                | 1 298            | 68               | 3,14             | 90,2             | 0                |                  | 10               | 5  | 3                    | 536                  | 35                   | 3,92                 |                      | 0                    |                      |                      |                      |
| 1988-1989  | Rangers du Denver       | LIH        | 57  | 23               | 26               | 3                | 3 031            | 217              | 4,30             |                  | 1                |                  | 4                | 0  | 4                    | 210                  | 21                   | 6,00                 |                      | 0                    |                      |                      |                      |
| 1988-1989  | Rangers de New York     | LNH        | -   | -                | -                | -                | -                | -                | -                | -                | -                |                  | 1                | 0  | 1                    | 58                   | 4                    | 4,14                 | 86,7                 | 0                    |                      |                      |                      |
| 1989-1990  | Rangers de New York     | LNH        | 23  | 12               | 5                | 5                | 1 320            | 66               | 3,00             | 90,4             | 0                |                  | 6                | 3  | 2                    | 330                  | 19                   | 3,45                 | 89,6                 | 0                    |                      |                      |                      |
| 1989-1990  | Spirits de Flint        | LIH        | 13  | 7                | 4                | 2                | 782              | 49               | 3,76             | 90,0             | 0                |                  | -                | -  | -                    | -                    | -                    | -                    | -                    | -                    |                      |                      |                      |
| 1990-1991  | Rangers de New York     | LNH        | 45  | 21               | 13               | 7                | 2 596            | 135              | 3,12             | 90,3             | 0                |                  | 6                | 2  | 4                    | 313                  | 14                   | 2,68                 | 92,3                 | 1                    |                      |                      |                      |
| 1991-1992  | Rangers de New York     | LNH        | 41  | 23               | 12               | 2                | 2 298            | 119              | 3,11             | 90,1             | 3                |                  | 7                | 4  | 2                    | 412                  | 24                   | 3,50                 | 89,4                 | 1                    |                      |                      |                      |
| 1992-1993  | Rangers de New York     | LNH        | 38  | 13               | 19               | 3                | 2 105            | 134              | 3,82             | 88,6             | 1                |                  | -                | -  | -                    | -                    | -                    | -                    | -                    | -                    |                      |                      |                      |
| 1992-1993  | Rangers de Binghamton   | LAH        | 5   | 4                | 0                | 1                | 305              | 6                | 1,18             | 96,4             | 0                |                  | -                | -  | -                    | -                    | -                    | -                    | -                    | -                    |                      |                      |                      |
| 1993-1994  | Rangers de New York     | LNH        | 68  | 42               | 12               | 6                | 3 710            | 159              | 2,57             | 91,0             | 5                |                  | 23               | 16 | 7                    | 1417                 | 49                   | 2,07                 | 92,1                 | 4                    |                      |                      |                      |
| 1994-1995  | Rangers de New York     | LNH        | 35  | 14               | 17               | 2                | 1 993            | 97               | 2,92             | 89,0             | 2                |                  | 7                | 2  | 5                    | 384                  | 23                   | 3,59                 | 87,8                 | 0                    |                      |                      |                      |
| 1995-1996  | Rangers de New York     | LNH        | 41  | 24               | 13               | 3                | 2 396            | 107              | 2,68             | 91,2             | 3                |                  | 11               | 5  | 6                    | 662                  | 36                   | 3,26                 | 88,3                 | 0                    |                      |                      |                      |
| 1996-1997  | Rangers de New York     | LNH        | 61  | 33               | 22               | 6                | 3 598            | 161              | 2,68             | 91,7             | 4                |                  | 15               | 9  | 6                    | 939                  | 33                   | 2,11                 | 93,2                 | 3                    |                      |                      |                      |
| 1997-1998  | Rangers de New York     | LNH        | 72  | 21               | 31               | 15               | 4 143            | 184              | 2,66             | 90,3             | 0                |                  | -                | -  | -                    | -                    | -                    | -                    | -                    | -                    |                      |                      |                      |
| 1998-1999  | Rangers de New York     | LNH        | 68  | 27               | 30               | 8                | 3 878            | 170              | 2,63             | 91,0             | 4                |                  | -                | -  | -                    | -                    | -                    | -                    | -                    | -                    |                      |                      |                      |
| 1999-2000  | Rangers de New York     | LNH        | 61  | 22               | 31               | 8                | 3 622            | 173              | 2,87             | 90,5             | 0                |                  | -                | -  | -                    | -                    | -                    | -                    | -                    | -                    |                      |                      |                      |
| 2000-2001  | Rangers de New York     | LNH        | 45  | 20               | 21               | 3                | 2 635            | 144              | 3,28             | 89,3             | 0                |                  | -                | -  | -                    | -                    | -                    | -                    | -                    | -                    |                      |                      |                      |
| 2001-2002  | Rangers de New York     | LNH        | 55  | 24               | 26               | 4                | 3 195            | 157              | 2,95             | 90,6             | 2                |                  | -                | -  | -                    | -                    | -                    | -                    | -                    | -                    |                      |                      |                      |
| 2002-2003  | Rangers de New York     | LNH        | 13  | 5                | 6                | 1                | 694              | 34               | 2,94             | 89,7             | 0                |                  | -                | -  | -                    | -                    | -                    | -                    | -                    | -                    |                      |                      |                      |
| Totaux LNH | Totaux LNH              | Totaux LNH | 666 | 301              | 258              | 73               | 38 183           | 1 840            | 2,89             | 90,4             | 24               |                  | 76               | 41 | 33                   | 4 515                | 202                  | 2,68                 | 90,9                 | 9                    |                      |                      |                      |

## Trophées et honneurs personnels

### Ligue nationale de hockey
- 1992 : sélectionné dans l'équipe type de la ligue.
- 1994
  - Sélectionné pour le 45e Match des étoiles et désigné MVP du match.
  - Vainqueur de la Coupe Stanley avec les Rangers de New York.
- 2000 : sélectionné pour le 50e Match des étoiles.

### Rangers de New York
- Records
  - Plus grand nombre de matchs joués - 666 matchs.
  - Plus grand nombre de victoires - 301 victoires.
  - Plus grand nombre de titularisations sur une saison - 72 matchs en 1997-1998.
  - Plus grand nombre de victoires en une saison - 42 victoires en 1993-1994.
  - Meilleur taux d'arrêts sue une saison - 91,7 % en 1996-1997.
- Trophées internes
  - Trophée Crumb Bum - trophée donné pour les services rendus pour les plus jeunes" (1997)
  - Trophée Frank-Boucher - meilleur comportement sur et en dehors de la glace (1991, 1999, 2000 et 2002)
  - Trophée Good Guy - pour son comportement vis-à-vis des médias (1991)
  - Trophée Lars-Erik-Sjoberg  - en tant que meilleure recrue durant le camp de pré-saison (1991)
  - Trophée « Player's Player » - meilleur joueur de l'équipe selon ses coéquipiers (1991 et 2000)
  - Sélectionné dans l'équipe des recrues de l'année (1991)
  - MVP de l'équipe (2000 et 2002).